# Dolmen dels Estanys I
Le dolmen dels Estanys I est un dolmen situé à La Jonquera, dans le nord-est de la Catalogne, en Espagne. 

## Situation
Le dolmen est situé dans la réserve des étangs de La Jonquera, sur le versant sud du massif des Albères, à une altitude de 192 m. Il est construit sur un terrain plat, mais lui-même situé sur un petit promontoire naturel réutilisé pour le tumulus, dans lequel le dolmen est encore enterré jusqu'à une hauteur de 90 cm.
A l'est du dolmen dels Estanys I se trouve le lac Estany Gros, au sud le dolmen dels Estanys II et au nord le dolmen dels Estanys III.

## Description
Le dolmen comprend une chambre couverte, précédée d'un vestibule, non couvert. Le type du dolmen permet de supposer qu'il date de la fin de l'époque des sépultures mégalithiques dans la région, soit approximativement, 2 500-2 000 av. J.-C..

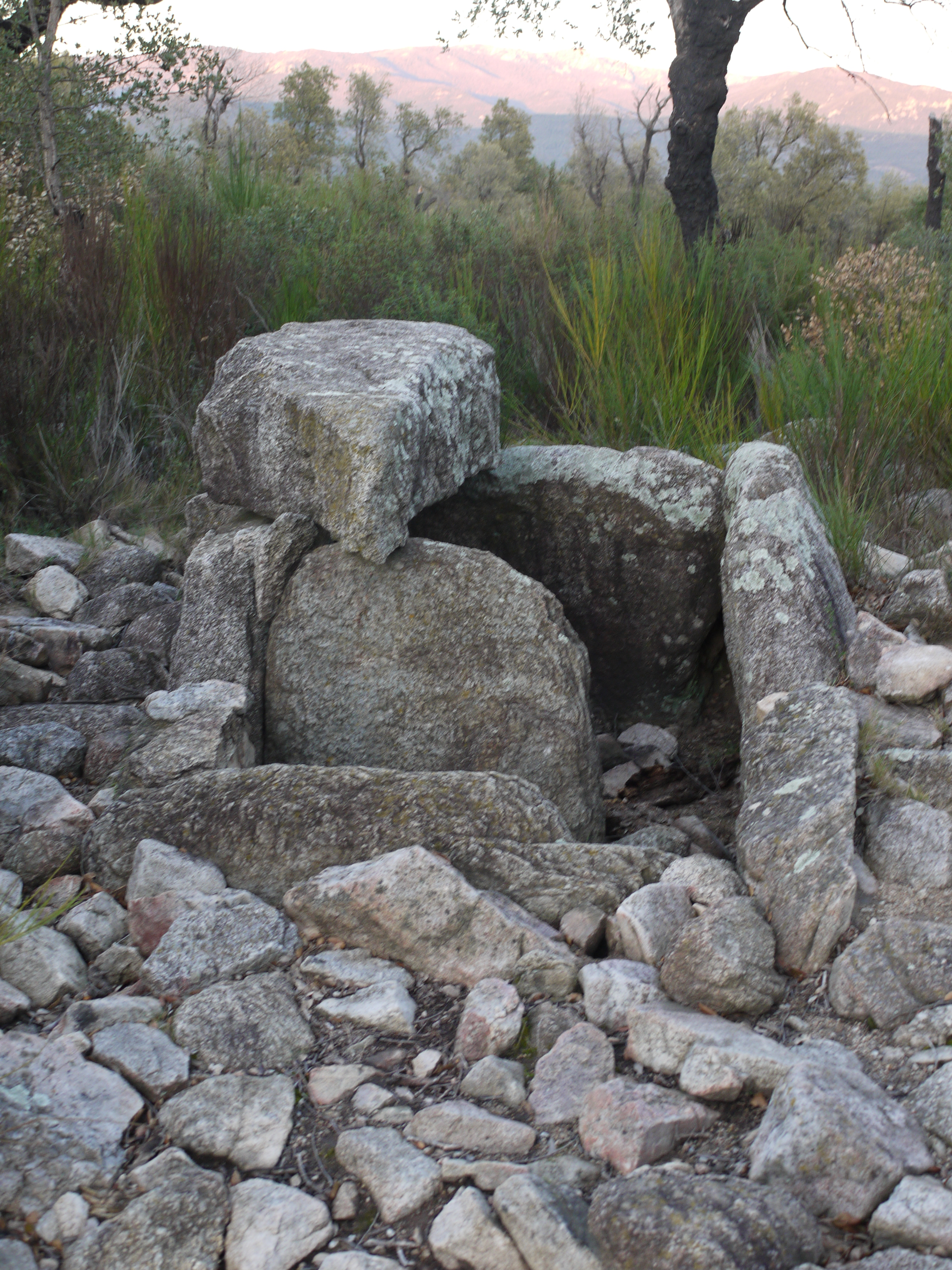
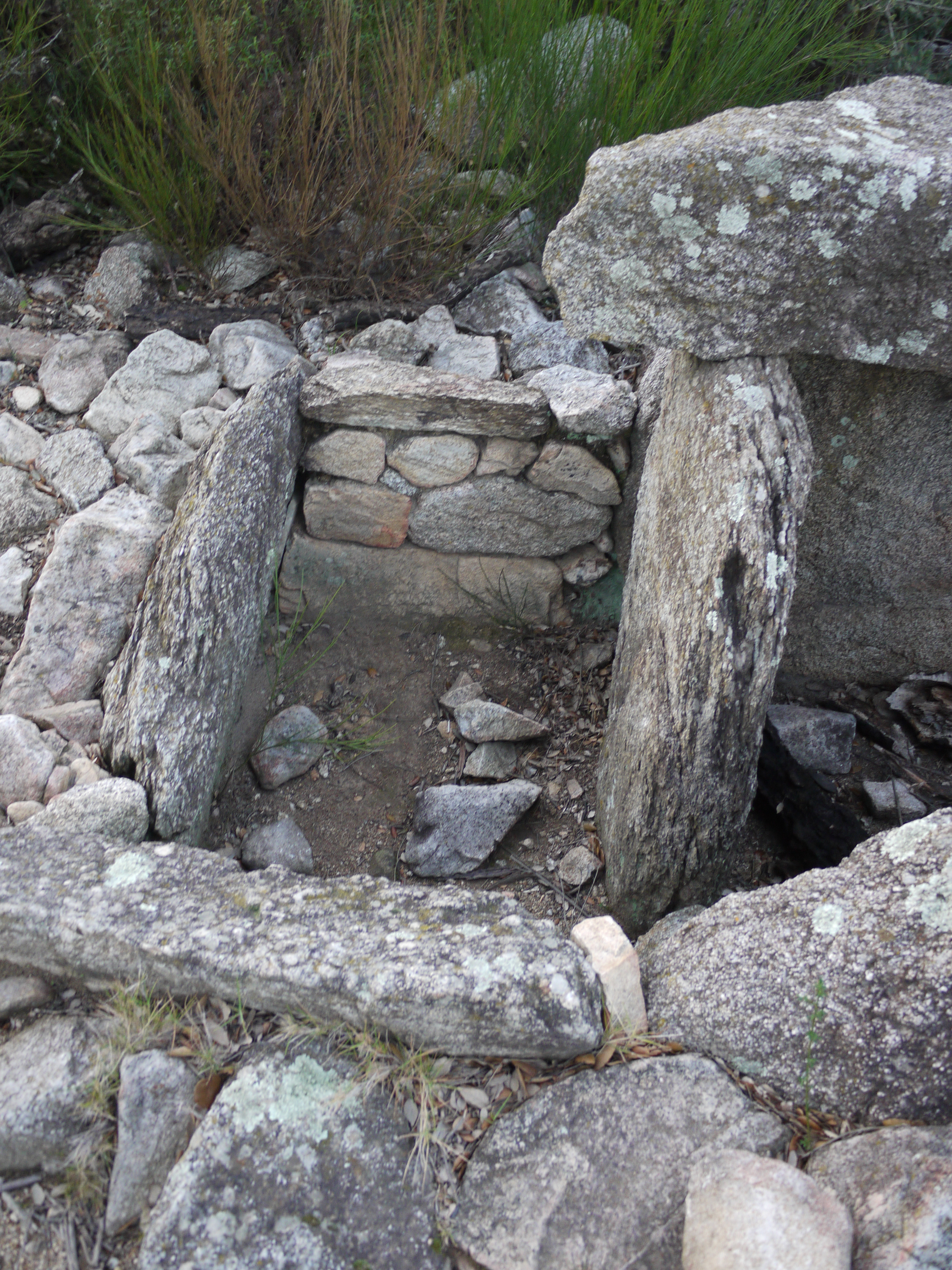
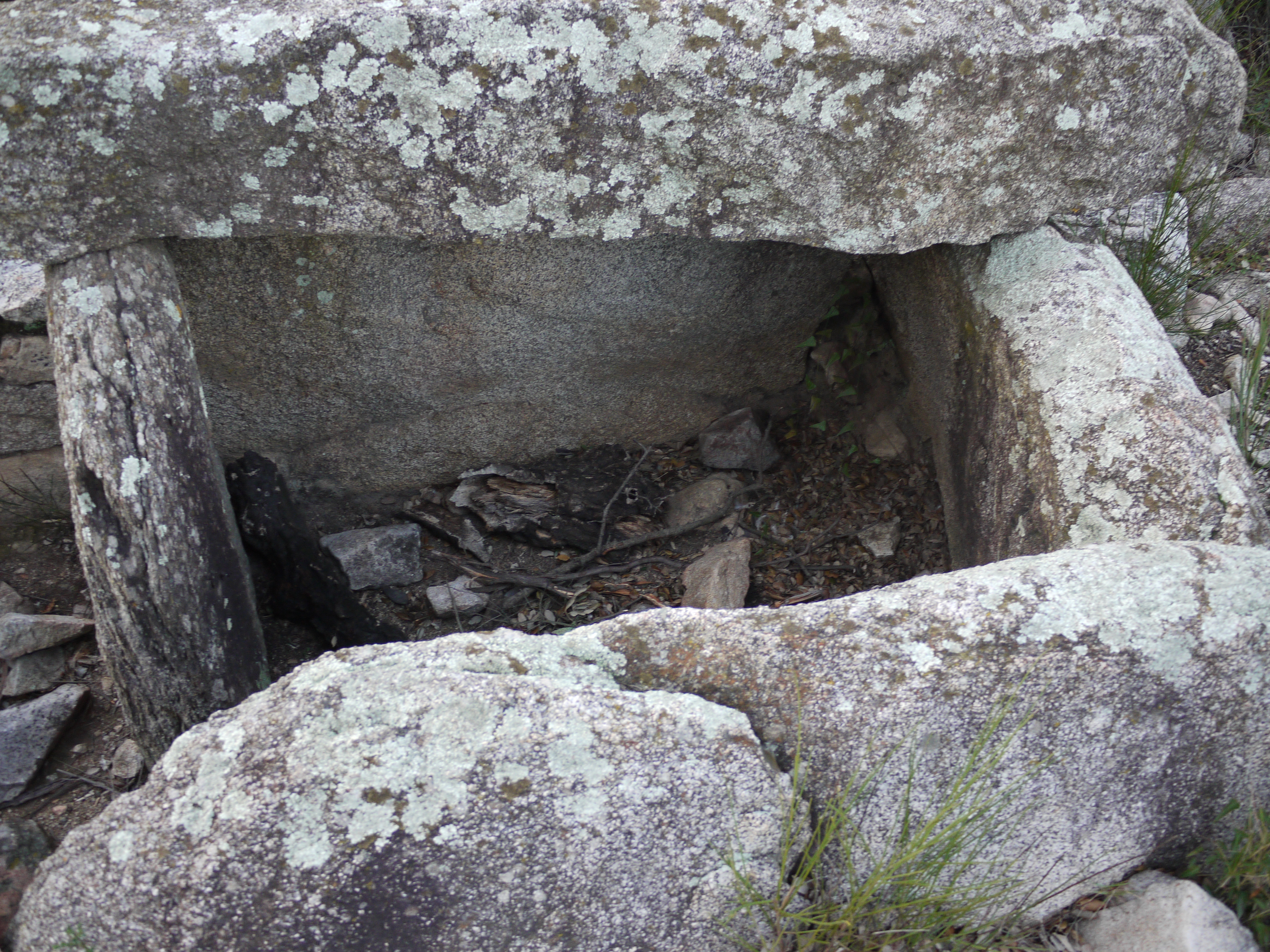